# 直茎黄堇
直茎黄堇（学名：Corydalis stricta）为罂粟科紫堇属下的一个种。

## 扩展阅读
- 維基物種上的相關：直茎黄堇